# Villagrossa (Calice al Cornoviglio)
Villagrossa è una frazione di 106 abitanti del comune di Calice al Cornoviglio, in provincia della Spezia.

## Geografia fisica
Distante circa 3 km dal capoluogo comunale è situata a 532 m s.l.m., al centro dell'ampio girone di colli che costituisce la vallata di Calice, anticamente nota come "Calesa".
La circoscrizione di Villagrossa, una delle sette frazioni geografiche del territorio comunale calicese, comprende i nuclei di Fossa e Groppo, Cappa, Vicchieda e Villaggio Piccardo. È dominata dai monti Cornoviglio 1.162 m. e Coppigliolo 1.139 m.

## Monumenti e luoghi d'interesse

### Architetture religiose
- Oratorio di San Sebastiano, edificato nel XVI secolo in pietra arenaria, presenta uno splendido portale del 1635 lavorato a punta di diamante.[1]
- Ruderi dell'oratorio dei Santi Antonio e Bartolomeo del Montà.[1]

### Architetture civili
- Villa della famiglia Rapallini, oggi in fase di ristrutturazione, risalente probabilmente al XVI secolo. Conserva affreschi del pittore spezzino Agostino Fossati ed un interessante atrio in stile genovese.[2]

## Galleria d'immagini

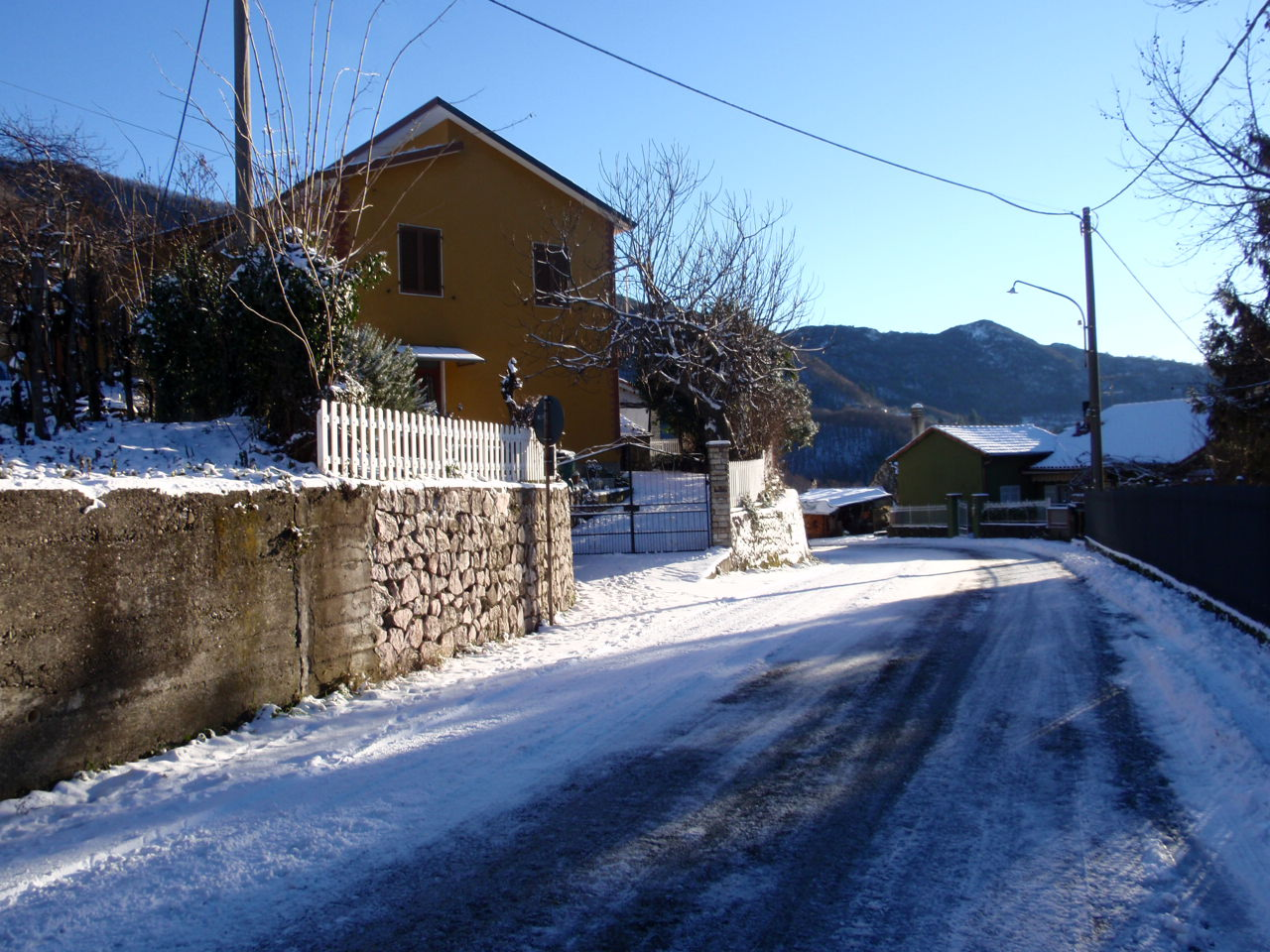
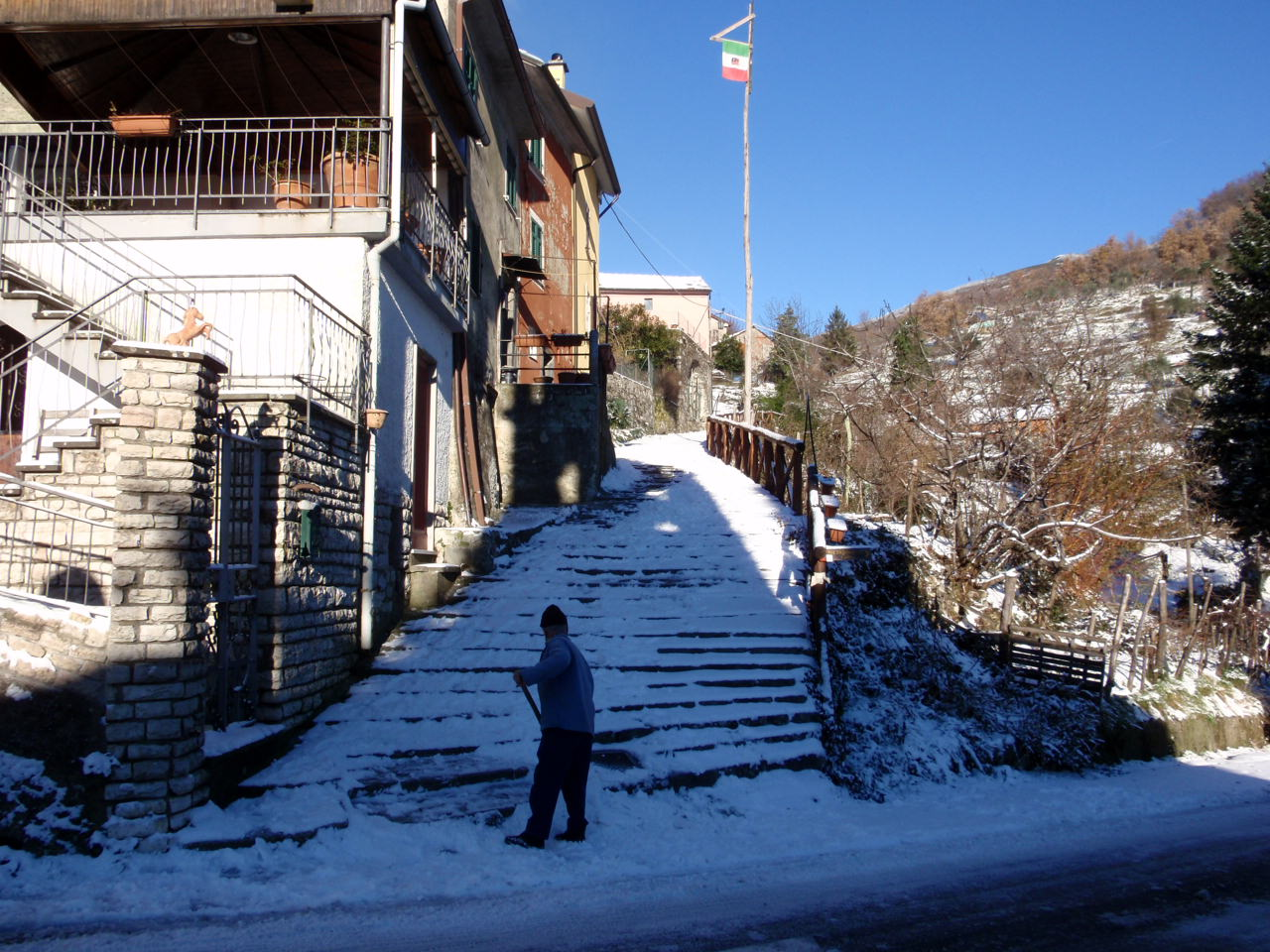